# Луганда
Луганда, або ганда, — мова сім'ї банту, поширена головним чином в Уганді, в регіоні, званому Буганда (від назви народу ганда, що населяє його).
Крім представників народу ганда, нею володіють близько 100 000 представників інших етносів (1991, перепис), разом близько 3 млн мовців. Носіїв цієї мови найбільше проживає саме в Уганді. Це друга за поширеністю мова в Уганді, вона поступається лише англійській.

## Історія

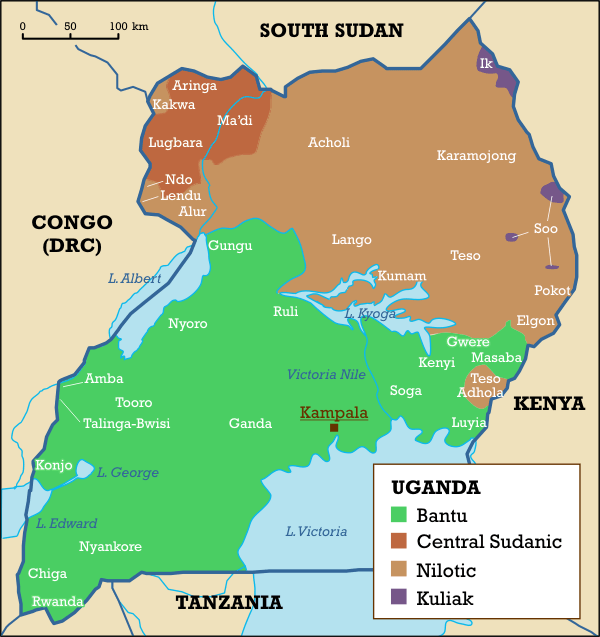
Мовна карта Уганди. Зеленим кольором позначені мови банту

Проникнення на території Уганди племен банту датується приблизно першою половиною I тисячоліття н. е. До XVI століття на території Буганди вже існувала централізована держава. Активні контакти з європейськими та арабськими торговцями і колонізаторами поширюються лише від середини XIX ст.
Тоді ж почалося і дослідження мови луганда, яким займалися в першу чергу місіонери. З початку XX століття на території Уганди починає поширюватися суахілі, лінгва-франка Східної Африки. Після здобуття незалежності Угандою офіційною мовою країни стала англійська.
Розглядалася також можливість надання цього статусу одній з тубільних мов, і двома основними кандидатами були луганда і суахілі. Багато хто з тих, хто не належав до народу ганда, були проти луганди. Врешті при Іді Аміні вибір був зроблений на користь суахілі, однак у 1995 році це рішення було скасовано.
У 2005 році парламент Уганди відновив суахілі як національну мову країни; луганда залишається предметом викладання в школах Буганди; нею також ведеться викладання в початковій школі. Орфографія закріплена рішенням [Архівовано 19 серпня 2010 у Wayback Machine.] конференції народу ганда в 1947 році.

## Лінгвістична характеристика
Мова луганда в цілому є досить типовим представником сім'ї банту; серед інших її виділяють нетривіальні обмеження на структуру складу, наявність гемінат (подвоєних приголосних) та довгих голосних.

### Алфавіт і орфографія
Луганда використовує латинський алфавіт без додаткових діакритичних знаків, але з використанням диграфів.
Подвоєнням голосних позначається довгота, не обумовлена зовнішніми причинами (так, перед сполученнями « носовий + вибуховий» голосні пишуться як короткі, хоча насправді вони в цій позиції завжди довгі (див. # Фонологія).
Геміновані приголосні позначаються подвоєнням літери (в разі диграфів — подвоєнням першого елемента). У алфавіті використовуються голосні літери a, e ([e]), o ([o]), i, u, приголосні b, c([tʃ]), d, f, g, j([ʤ]), k, l, m, n, p, r, s, t, v, w, y, ŋ (остання іноді замінюється на ng'). Існують диграфи ny ([ɲ]) і ng [ŋg].
Буква k перед i і y позначає [tʃ], g відповідно позначає [ʤ].

### Фонологія
У луганда п'ять голосних: [a], [e], [i], [o], [u], кожен з яких розрізняє довгі і короткі варіанти. Приголосні луганда представлені в таблиці.
|              | білабіальний | Лабіодентальний | Альвеолярні | Постальвеолярние | палатальні | Велярний |
| ------------ | ------------ | --------------- | ----------- | ---------------- | ---------- | -------- |
| змичні       | p, b         |                 | t, d        |                  |            | k, g     |
| Носові       | m            |                 | n           |                  | ɲ          | ŋ        |
| Тремтячий    |              |                 | r 1         |                  |            |          |
| Фрикативні   |              | f, v            | s, z        |                  |            |          |
| Африкати     |              |                 |             | ʧ, ʤ             |            |          |
| Апроксиманти | w            |                 |             |                  | j          |          |
| Латеральний  |              |                 | l 1         |                  | ʎ 2        |          |

1. [l] і [r] є алофонами, але ця різниця відображається в орфографії
2. ʎ є звичайною реалізацією /lj/

Допустимі структури складу у луганда такі:
- V
- CV
- CCV
- NCV
- CSV
- CCSV
- NCSV

Тут C — приголосний, CC — гемінат (а не просто збіг), V — голосний (короткий або довгий), S — глайд.
Можна помітити, що можливий і інший аналіз, при якому закриті склади в луганда можливі, за умови що в коді може знаходитися тільки перша частина геміната або носовий; проте відзначимо, що слово в луганда в будь-якому випадку не може закінчуватися на закритий склад.
Серед фонотактичних обмежень треба зазначити наступні:
- Перед гемінатою зустрічається тільки короткий голосний.
- Перед групою NC всі голосні довгі.
- Після групи CS голосні завжди довгі, якщо це не заборонено першим правилом. Це пов'язано з тим, що два голосних підряд у луганда заборонені, а якщо такий збіг з'являється, то або перший голосний випадає, або він стає глайдом, а другий подовжується (зберігаючи тим самим незмінним число мор).

Винятком тут є кластер [ggw] (гемінована відповідністьw), після якої допускаються як довгі, так і короткі голосні.
Як і багато інших мов банту, луганда — тонова мова, розрізняє високий і низький тон.